# إيرل جي. هاريسون
إيرل جي. هاريسون (بالإنجليزية: Earl G. Harrison)‏ هو محامي أمريكي، ولد في 27 أبريل 1899، وتوفي في 28 يوليو 1955.